# Papaipema limpida
Papaipema limpida är en fjärilsart som beskrevs av Achille Guenée 1852. Papaipema limpida ingår i släktet Papaipema och familjen nattflyn. Inga underarter finns listade i Catalogue of Life.